# Grønlandske postnumre
Postnumrene i Grønland er en del af den danske postnummerserie. Modsat Færøerne, som tidligere har haft en tilsvarende del af den danske nummerserie (men som nu har sin egen serie på kun tre cifre), kan en forsendelse fra Danmark til Grønland derfor adresseres uden præfiks foran selve postnummeret og ordet GRØNLAND i versaler nederst, fx:
```
Navn 
Adresse
3900  Nuuk
```

```
2412  
Julemanden

3900  
Nuuk (Godthåb)

3905  
Nuussuaq (Bydel i Nuuk)

3910  
Kangerlussuaq (Søndre Strømfjord)

3911  
Sisimiut (Holsteinsborg)

3912  
Maniitsoq (Sukkertoppen)

3913  
Tasiilaq (Angmagsalik)

3915  
Kulusuk

3919  
Alluitsup Paa

3920  
Qaqortoq (Julianehåb)

3921  
Narsaq

3922  
Nanortalik

3923  
Narsarsuaq

3924  
Ikerasassuaq (Prins Christian Sund)

3930  
Kangilinnguit (Grønnedal)

3932  
Arsuk

3940  
Paamiut (Frederikshåb)

3950  
Aasiaat (Egedesminde)

3951  
Qasigiannguit (Christianshåb)

3952  
Ilulissat (Jakobshavn)

3953  
Qeqertarsuaq (Godhavn)

3955  
Kangaatsiaq

3961  
Uummannaq

3962  
Upernavik

3964  
Qaarsut

3970  
Pituffik/Dundas (Thule Air Base)

3971  
Qaanaaq (Thule)

3972  
Station Nord

3980  
Ittoqqortoormiit (Scoresbysund)

3982  
Mestersvig

3984  
Danmarkshavn

3985  
Constable Pynt

3992  
Slædepatruljen SIRIUS
```